# صابر بامطرف
صابر بامطرف (بالإنجليزية: Saber Bamatraf) هو عازف بيانو ومؤلف موسيقي وناشط ثقافي يمني يقيم في إدنبرة. وهو معروف بنشاطه وتعاونه الفني مع زوجته الفنانة التشكيلية شذى التوي.
ظهرت أنشطة بامطرف التعاونية مع زوجته في العديد من منافذ الأفلام والإعلام وفي المهرجانات. ومن ابرزها برنامج "Loop" (الموسم 4، الحلقة 3) على قناة بي بي سي اسكتلندا، والفيلم القصير "عندما تتوقف الموسيقى" (When the Music Stops) من إنتاج Declassified UK، والفيلم الوثائقي "صوت قزح" (Voice of the Rainbow) ضمن مهرجان كرامة لأفلام حقوق الإنسان. بالإضافة إلى المسرحية "صابر جاء لتناول الشاي" (Saber came to Tea) في مهرجان إدنبرة فرينج.

## النشأة والتعليم
ولد صابر بامطرف عام 1988 في عدن، اليمن الجنوبي، (اليمن حاليًا) لعائلة حضرمية من غيل باوزير. درس الإبتدائية في غيل باوزير قبل أن ينتقل إلى العاصمة صنعاء، حيث قضى معظم حياته. في عام 2013، تخرج بامطرف بدرجة بكالوريوس في تكنولوجيا المعلومات مع مرتبة الشرف من جامعة أوتارا ماليزيا، وأكمل دراسته في فرع الجامعة بصنعاء.
خلال سنوات دراسته الجامعية، التقى بامطرف بشذى التوي، وهي زميلة تدرس نفس التخصص. تزوج الاثنان في أغسطس 2014، قبل وقت قصير من سقوط صنعاء في أيدي الحوثيين، وهي نقطة تحول مهمة في الحرب الأهلية اليمنية وحياتهما.
وعلى الرغم من أن بامطرف لم يدرس الفن أو الموسيقى رسميًا، إلا أن مجال الفنون ظل شغفا له منذ الطفولة، وخاصة الموسيقى، حيث كان يعزف على لوحة مفاتيح صغيرة يملكها شقيقه الأكبر.

## بداية المسيرة المهنية في اليمن
بعد تخرجه في عام 2013، بدأ صابر بامطرف العمل في المجال الإنساني مع اللجنة الدولية للصليب الأحمر في صنعاء، وفي الوقت نفسه كان ينشط في الوسط الثقافي من خلال فعاليات صغيرة النطاق. وعلى الرغم من أنه كان يعزف على البيانو منذ الطفولة، إلا أن بامطرف يعتبر زواجه من شذى التوي في أغسطس 2014 بمثابة بداية رحلته الفنية. وقد أعرب في مناسبات عديدة عن مدى إلهامه بموهبة زوجته، مما دفع الزوجين في نهاية المطاف إلى مشاركة تجاربهما الفنية مع الجمهور.
بعد زواجهما، كان يستلهم بامطرف من الأعمال الفنية لزوجته لتأليف مقطوعات موسيقية تناولت في كثير من الأحيان القضايا المجتمعية ورحلتهما الشخصية. وكان يؤدي مؤلفاته الموسيقية في مناسبات عامة في اليمن كعازف بيانو منفرد، حيث سلطت العديد من هذه المناسبات الضوء على الجهود التعاونية للزوجين إما على خشبة المسرح أو في مناسبات مشتركة تضمنت مساهماتهما الفنية.

### النضال في زمن الحرب
في يوليو/تموز 2015، تضرر منزل بامطرف في غارة جوية للتحالف الذي تقوده السعودية في اليمن استهدفت مبنى مجاورًا، مما أجبره وزوجته على النزوح. ويرى الزوجان أن هذا الحدث يمثل انتكاسة كبيرة لممارستهما الفنية. وعلاوة على ذلك، ووفقًا للزوجين، قوبلت جهودهما للانخراط في المجال العام كثنائي فني بتحديات مجتمعية، وهو ما يعكس المعايير المحافظة والأبوية الأوسع في اليمن حيث يُنظر غالبًا إلى مشاركة المرأة في الأدوار العامة والفنية على أنها حساسة أو غير تقليدية. وقد تفاقمت هذه الصعوبات بسبب الصراع المستمر، مما أدى إلى تقييد فرصهن وحريتهن في الإبداع.

### فيلمصوت قزح(2018)
حظيت قصة صابر بامطرف وتعاونه الفني مع زوجته شذى التوي باهتمام أوسع في السياق المحلي اليمني، وتم عرضها في فيلم وثائقي قصير بعنوان صوت قزح (Voice of the Rainbow) والذي تم اختياره للعرض في مهرجان كرامة لأفلام حقوق الإنسان الذي كان من المفترض أن يقام في صنعاء في أكتوبر 2018.
أثار ملصق الفيلم الذي يصور بامطرف وزوجته محاطين بمواد فنية وموسيقية جدلاً واسعاً بين جماعة الحوثيين، حيث اتهم الحوثيون الفيلم والمهرجان بـ"ترويج الانحطاط الأخلاقي والترويج لأجندة تخدم العدو". ما أدى إلى إيقاف المهرجان. وتصاعد الجدل إلى أن تلقا الزوجان تهديدات، مما أجبرهما في النهاية على التوقف عن ممارسة الفن في الفضاء العام خلال الفترة المتبقية لهما في اليمن.

### الجدل حول الفيلم
كانت المنظمة المستضيفة لمهرجان كرامة لأفلام حقوق الإنسان، "اليمن ستنتصر" (المعروفة الآن بإسم "شباب العالم معًا")، قد أعلنت سابقًا أن الحدث يهدف إلى تسليط الضوء على معاناة الشعب اليمني الحالية في نيران الحرب. كما سعى المهرجان إلى تسليط الضوء على القضايا التي تؤثر على النازحين، وحقوق النساء والأطفال والتحديات التي تواجهها، والتأثيرات الأوسع للحرب على هذه الفئات الضعيفة. بالإضافة إلى ذلك، كان المهرجان يهدف إلى معالجة موضوعات الديمقراطية والسلام والتعايش.
واتهمت سلطات الحوثيين الفيلم والمهرجان بـ"تثبيط همة الشباب عن الالتحاق بجبهات القتال" بسبب المحتوى العاطفي للأفلام المقرر عرضها، وزعموا أن سرديات المهرجان قوضت جهودهم و"عرقلت تحقيق النصر"، وهو ما ذكروه كأحد الأسباب الرئيسية لإلغاء المهرجان.
وأصدرت منظمة "شباب العالم معا" المستضيفة للمهرجان بيانا أكدت فيه أنها لا تتبع أي توجهات سياسية أو أيديولوجية، وأوضحت أن جميع الأفلام المخصصة للمهرجان تم تقديمها إلى السلطات الحوثية المختصة للمراجعة والموافقة. وفي حين استجابت المنظمة لطلبات تعديل ملصق فيلم "صوت قزح"، إلا أنها عبرت عن صدمتها وخيبة أملها من قرار السلطات بإلغاء المهرجان بالكامل.
وأثار إلغاء المهرجان استياء واسع النطاق في الوسط الثقافي اليمني، حيث نددت الناشطة اليمنية هند الإرياني بالمنع، مشيرة إلى أن المهرجان يهدف إلى تسليط الضوء على الحرب في اليمن وآثارها المدمرة. وانتقدت سلطات الحوثيين لإيقافه تحت "ذرائع غريبة"، مثل الادعاء بأن المهرجان سيعيق انتصاراتهم العسكرية.
وبالمثل، أعربت الناشطة سامية المقطري عن أسفها على القرار، مشيرة إلى أن المهرجان استغرق ما يقرب من عام من التحضير الدؤوب ويشمل عرض ستة أفلام محلية، بما في ذلك فيلم الزوجين. وزعمت أن الحوثيين برروا الإلغاء بالاعتراض على ملصق الفيلم، ووصفوه بأنه عرض "انفتاح مفرط" وزعموا أنه ينتهك قيمهم الدينية والأخلاقية.
وفي المقابل، أيد بعض الأفراد إلغاء المهرجان، زاعمين أن المهرجان والمبادرات المماثلة تخدم "منظمات مشبوهة" ممولة من قبل أعداء خارجيين. وطالبوا بفرض رقابة أكثر صرامة على مثل هذه الأنشطة.
وفي بحث بعنوان "دور الفنون في بناء السلام في اليمن" (2021) نشره "مركز البحوث التطبيقية بالشراكة مع الشرق"، كشف صابر بامطرف وشذى التوي عن التحديات التي واجهوها في سعيهم للخروج من البلد بسبب رفض التأشيرات على نطاق واسع للمواطنين اليمنيين. وبينما أرسلوا طلبات عاجلة متعددة إلى المنظمات، أعربوا عن إحباطهم من مشاهدة بعض الأفراد المسؤولين عن حملة المضايقة ضدهم في الدول الأوروبية والترحيب بهم بالهدايا في مفاوضات ستوكهولم في ديسمبر 2018، والتي كانت بين اطراف النزاع، الحكومة اليمنية والمتمردين الحوثيين.

## الانتقال إلى إدنبرة
في نوفمبر 2020، انتقل صابر بامطرف إلى إدنبرة بعد حصوله على جائزة "صندوق حماية الفنان" من معهد التعليم الدولي، حيث تم استضافته كزميل مقيم داخل المعهد العالي للعلوم الإنسانية (IASH) التابع لجامعة إدنبرة من عام 2020 إلى عام 2021، كما حصلت زوجته شذى أيضًا على جائزة منفصلة من صندوق حماية الفنانين خلال نفس الفترة، مما سمح لكليهما باستئناف مساعيهما الفنية بعد سنوات من التحديات في بيئة مليئة بالصراعات.
خلال فترة زمالته، أصدر صابر بامطرف سلسلة من المؤلفات الموسيقية كجزء من مشروعه البحثي، والتي تضمنت مقطوعات ألبومه الثاني (عناق من إدنبره) Embrace from Edinburgh. كما شارك أيضًا في أنشطة بحثية مختلفة حول الفن والصراع والمرأة. وفي ختام زمالته، شارك بامطرف في تأليف مسرحية قصيرة بعنوان صابر جاء لتناول الشاي.

### ألبومعناق من ادنبرة(2021)
في يوليو، أطلق صابر بامطرف ألبومه الموسيقي الثاني بعنوان "عناق من إدنبرة"، تزامناً مع افتتاح معرض "اللوحة البيضاء" لزوجته شذى التوي في المعهد العالي للعلوم الإنسانية بجامعة إدنبرة. يتضمن الألبوم سبع مقطوعات من موسيقى "العصر الجديد" (New Age)، قام صابر بتأليفها منذ وصوله إلى مدينة إدنبرة، معبّراً من خلالها عن الإلهام الذي استوحاه من الحياة في بيئة آمنة وهادئة، والشعور بالأمل والشجاعة الذي غمره أثناء استكشافه للمشاهد الطبيعية والمعالم التاريخية للمدينة، وذلك بعد سنوات من المعاناة في بلد مزقته الحرب.
وُصف الألبوم في إذاعة مونت كارلو الدولية بأنه مجموعة من "اللوحات الموسيقية التي تتغنى بالسكينة وجمال الطبيعة"، حيث بثت الإذاعة مقطوعات مختارة من الألبوم أثناء لقائها بالفنان، وأشارت المذيعة، ميشا خليل، في برنامج "مراسي" إلى أن موسيقى الألبوم تعكس إحساساً بالصفاء وراحة البال والشعور بالأمان والدفئ. ووفقاً لما صرح به صابر، فإن فكرة الألبوم بدأت باستلهام شعوره تجاه المدينة، وكان من المقرر تسميته "عناق إلى إدنبرة"، غير أنه أدرك عند اكتمال الألبوم أن إدنبرة نفسها هي من منحت له هذا الشعور بالأمان والطمأنينة، مما دفعه لتغيير العنوان إلى "عناق من إدنبرة" في إشارة لإحتضانها له. وأضاف صابر أن إدنبرة مثلت بالنسبة له ولشذى طوق النجاة بعد سنتين صعبتين قضاهما في اليمن بين الحياة والموت، مشيراً إلى أن ادنبرة كانت المكان الأول الذي احتضنه دون فرض صور نمطية عليه، مما عزز إحساسه بالانتماء.
يظهر تأثير الطبيعة في إدنبرة بشكل واضح من خلال عناوين مقطوعات الألبوم، مثل "وقت الثلج" (Snowtime) التي تعكس الأجواء الشتوية في المدينة، و"نزهة في المروج" (Walk at the Meadows) المستوحاة من المراعي المفضلة لصابر وزوجته حيث اعتادا التنزه هناك. كما تشمل المقطوعات عناوين أخرى مثل "الأزقة" (The Alleys)، "ملاذ آمن" (Safehaven)، و"مورنينج سايد" (Morningside) وهو اسم لأحد أحياء إدنبرة. وبحسب ما ذكرت خليل بأن ألحان الألبوم تتميز بأنها أشبه بالموسيقى التصويرية التي تنقل المستمع في رحلة خيالية عبر الطبيعة الهادئة.

### مسرحيةصابر جاء لتناول الشاي
في ختام زمالة صابر في جامعة إدنبرة، قام بالتعاون مع منظمة آرت27اسكوتلاند Art27Scotland لإنتاج مسرحية قصيرة بعنوان (صابر جاء لتناول الشاي) Saber Came to Tea. استوحيت المسرحية من أحداث حقيقية حدثت في حياته وزوجته، شذى التوي. حيث تم المزج بين الموسيقى الأصلية لصابر وعناصر الوسائط المتعددة في الإنتاج لسرد قصتهما وتحديهما للتقاليد المجتمعية والمخاطرة بحياتهما من أجل البقاء معًا.
تم تطوير السرد المسرحي بالتعاون مع المخرج الأسكتلندي "روبرت راي"، حيث تولى بامطرف والتوي الأدوار الرئيسية. وانضم إليهما طاقم مكون من سبعة ممثلين، بما في ذلك موسيقيان. وكجزء من المسرحية، قدم بامطرف أربعة من مؤلفاته الموسيقية على البيانو.
وفي عرضها الأول في أكتوبر 2021، تبع الأمسية جلسات نقاشية مع صابر وشذى، أدارها نشطاء حقوقيون مقيمون في المملكة المتحدة. تناولت هذه الناقشات موضوعات تتماشى مع مواضيع المسرحية ونشاط الزوجين في مجال الفن والمرأة والحرب.
في عام 2022، انضم بامطرف إلى Art27Scotland كمنسق مشروع وفنان مقيم. وبهذه الصفة، أعاد تقديم مسرحية (صابر جاء لتناول الشاي) Saber Came to Tea في مهرجان إدنبرة فرينج في أغسطس 2022، كجزء من سلسلة من العروض التي نظمتها Art27Scotland.

## أهم الاستضافات الإعلامية
في نوفمبر 2021، ظهرت قصة صابر بامطرف مع زوجته، شذى التوي، في برنامج (صباح الأحد) "Sunday Morning" على إذاعة بي بي سي اسكتلندا مع "كوني ماكلولين". تبع ذلك ظهوره في برنامج "Loop" على تلفزيون بي بي سي اسكتلندا (الموسم الرابع، الحلقة الثالثة)، بعنوان "رحلة إلى الحرية الإبداعية". تم ترشيح الحلقة لاحقًا للنهائيات في "جوائز مهرجان اللاجئين الاسكتلندية الإعلامية" في يونيو 2022.
كما ظهر بامطرف في الفيلم القصير "عندما تتوقف الموسيقى" من إنتاج Declassified UK، والذي صدر في مارس 2022. يتناول الفيلم تجارة الأسلحة البريطانية وتأثيرها على حياته وعمله.

## مساعي أخرى
في يونيو 2023، شارك بامطرف في إطلاق مهرجان الهجرة التابع لمؤسسة Art27Scoland في إدنبرة، كما ألقى خطابًا في مؤتمر Res Artis الذي أقيم في كلية لندن الجامعية في سبتمبر 2023، حيث تحدث عن التحديات التي يواجهها الفنانون المعرضون لخطر الاضطهاد بسبب هوياتهم أو نشاطهم. في خطابه الذي ألقاه في لندن، صرّح صابر بأنه على الرغم من أن وصوله وزوجته إلى إدنبرة يمثل نجاتهما، إلا أن شعور 'ذنب الناجي' لا يزال يلازمهما، في إشارة إلى التحديات التي يواجهها زملاؤه الفنانون الذين بقوا في اليمن تحت وطأة التهديد والاضطهاد المستمر. 
في عام 2024، انضم بامطرف إلى الفرقة الموسيقية (الآخرون) "The Other" كعازف بيانو. خلال أدائهم في مهرجان إدنبرة 2024، تعاون هو وزوجته شذى التوي مع الفرقة في عمل متعدد الوسائط بعنوان (كما أمها) "Just Like Her Mum"، والذي يجمع بين الموسيقى والسرد البصري.

## قائمة المقطوعات المختارة

### الألبومات
نقطة تحول (Turning Point) (2021)
- الإنسانية (Humanity) (2015)[34]

- العربية (Arabia) (2019)[26][35]
- عزيزتي هي (Dear Her) (2019)[7]
- Fur Elise and Moonlight Sonata (كوفر) (2019)
- الدموع الراقصة (Dancing Tears) (2020)[13]
- قصة (Story) (2019)[36]

عناق من إدنبرة (Embrace from Edinburgh) (2021)
- الأزقة (The Alleys) (2021)
- مورنينج سايد (Morningside) (2021)
- نزهة في المروج (Walk at the Meadows) (2021)
- وقت الثلج (Snowtime) (2021)
- ملاذ آمن (Safehaven) (2021)[14][28][2]

### مقطوعات فردية
- مرآة الخريف (Mirrored Autumn) (2020)[37][38]
- السعي وراء الحرية (Pursuit of Liberty) (2021)[2]
- اللوحة البيضاء (The White Canvas) (2021)[25]

### كوفر
- ظبي اليمن (Dhabi AlYaman) (2021)[2]

## فيلموغرافيا
- صوت قزح (Voice of the Rainbow) (2018) - فيلم وثائقي قصير من إنتاج YWT
- عندما تتوقف الموسيقى (When the music stops) (2022) - فيلم قصير من إنتاج Declassified UK
- رحلتنا إلى الحرية الإبداعية (Our journey to Creative Freedom) (2022) - برنامج BBC Scotland's Loop (الموسم 4، الحلقة 3)